# Hughes XH-17
Hughes XH-17 „Летящ кран“ е първият хеликоптерен проект на Hughes Aircraft Company. XH-17 има двулопатна роторна система с диаметър 41 метра, все още държи световния рекорд за най-голям ротор. Той е бил способен да лети с брутно тегло над 50 000 lb (23 000 kg), но твърде неефективно и тромаво, за да се произвежда масово отвъд прототипа.

## Дизайн и разработка
XH-17 е предназначен за повдигане на товари над 15 метрични тона. За да се ускори строителството, части за XH-17 са взети от други конструкции. Предните колела идват от северноамерикански B-25 Mitchell и задните колела от Douglas C-54 Skymaster. Резервоарът за гориво е допълнителен за бомбения отсек на Boeing B-29 Superfortress. Пилотската кабина е от военен планер Waco CG-15, а опашния ротор от Sikorsky H-19 Chickasaw.
В края на 40-те години Хюс проявява интерес към хеликоптерите. През август 1947 г. производителят на хеликоптери Kellett продава своя дизайн на гигантския XH-17 Sky Crane на Hughes, който поръча разработката на XH-17 Flying Crane. През 1948 г. XH-17 започва да се оформя. Гигантският хеликоптер е тестван в град Калвър Сити, Калифорния, за период от три години, започващ през 1952 година. XH-17 лети през 1953 г. с брутно тегло над 50 000 lb (23 000 kg). Той все още държи рекорда за летене с най-голямата роторна система в света. Изградена е само една единица, тъй като е твърде тромав и неефективен, за да гарантира по-нататъшно развитие.
Задвижващата система е необичайна. Има два турбореактивни двигателя General Electric J35, които напомпват въздух през главината на ротора. Перките на ротора са кухи и горещият сгъстен въздух преминава през тях до сопла в краищата им където се инжектира гориво. По време на полет основният ротор се върти на 88 оборота в минута, по-малко от половината от скоростта на типичните ротори на хеликоптери. Тъй като роторът се задвижва от върховете, а не от главината, се изисква малко компенсация на въртящия момент, най-вече поради триенето в лагера на главния ротор. По този начин XH-17 има много малък опашен ротор в сравнение с основния му ротор. Тази задвижваща система се оказва неефективна.
XH-28 е следващ прототип, с максимално тегло от 104 000 lb (47 000 kg). Въпреки че е направен дървен макет на дизайна, програмата е отменена и не е построен.

## Основни характеристики
- Екипаж: 3 (пилот, механик и инженер по време на полет)
- Дължина: 16,25 м
- Диаметър на ротора: 39,62 m
- Височина: 9,17 м
- Тегло празен: 12 656 кг.
- Полезен товар: 4665 кг.
- Тегло: 14 184 kg
- Макс. тегло при излитане: 19 731 kg
- Силова установка: 2 × J35

## Производителност
- Максимална скорост: 90 км/ч (145 км/ч)
- Скорост крейсерска: 85 км/ч (137 км/ч)
- Обхват: 64 км
- Таван: 3995 м
- Скорост на изкачване: 8,4 m/s
- Натоварване на диска: 11,5 kg/m²